# Polyscias roemeriana
Polyscias roemeriana är en araliaväxtart som beskrevs av Hermann August Theodor Harms. Polyscias roemeriana ingår i släktet Polyscias och familjen araliaväxter. Inga underarter finns listade.